# ریکو هاشیموتو
ریکو هاشیموتو (ژاپنی: 橋本 陸؛ زادهٔ ۱۱ فوریهٔ ۱۹۹۸) یک بازیکن فوتبال اهل ژاپن است.
از باشگاه‌هایی که در آن بازی کرده‌است می‌توان به باشگاه فوتبال فوکوشیما یونایتد اشاره کرد.